# 侦探学园Q
《侦探学園Q》（日语：探偵学園Q），是由天樹征丸原作、佐藤文也作畫的少年漫畫作品。本作於2003年4月改編為電視動畫，於2006年7月播放電視單元劇，於2007年7月正式改編為連續劇。

## 故事簡介
主角Q是一個學業成績一般的國三生，但他一直有個志願：便是成為世界第一的名偵探。
而當Q得知其居住的城市有一間專門培訓偵探的學校「DDS」後，他便前往「DDS」的入學考試會場。Q於進行「DDS」入學考試試驗途中結識了擁有「瞬間記憶能力」的女孩美南惠、擁有異於常人能力的鐵漢遠山金太郎和天才程序員的小學生鳴澤數馬，並一同四人進行入學考試試驗。
然而當Q等人進行「DDS」最後試驗時，Q於進行試驗途中認識了天才美少年天草流。其後當Q等人經過「DDS」的校長團守彦的一連串試驗後，眾人卻被其安排入讀學園的特別班，展開一段全新的偵探學園生活。

## 用語
DDS（Dan Detective School／團偵探學園）
由團老師所創立的偵探學園，總共有5班（Q班、A班、B班、C班、D班），以成績進行分配，當中Q班為由團老師給予其繼承人所開設的特別班。校徽涵義：天秤是公正的象徵，而於天秤右側的象徵為看破真相的直覺、分析力、洞察力；而左側的則為追查兇手的勇氣、決斷力、行動力。經常保持平衡感正是身為偵探所必要的資質，而於天秤上方開展的雙翅，代表學園希望學生能夠盡情地表現自己。
DDC（Dan Detective Company／團偵探社）
由團老師所創立的偵探社，成員多數為「DDS」的畢業生，部分成員（如七海、本鄉）同時兼任「DDS」講師。
DDS偵探手冊
為每個「DDS」學生所持有的手冊和學生證明，除了用作記錄口供外，還內置多種用具，例如：
- 電筒
- 工具小刀
- 防指紋手套
- 指紋套取工具
- Luminol溶液
- 撬鎖工具

DDS偵探錶
為每個「DDS」學生所持有的手錶，內置追蹤指示器，使用者可以透過偵探錶留下指示塗料，而其塗料則有螢光和吸引蝴蝶的費洛蒙物質。
冥王星
首領為哈迪斯王的組織，活動是協助委託人制定殺人計劃，有不直接殺人的方針。而當某成員或委託人的行動失敗時，另一成員會為行動失敗的成員或委託人施以催眠（有時還會於某成員或委託人行動前施以催眠）。每個成員身上也有「冥王星」的刺青標誌，而其標誌則為行星「冥王星」的惑星記號，而且許多成員的代號取自神話中的人物。
九頭龍匠的作品
TESTA·DI·DRAGO
由九頭龍匠所設計的小提琴，共有「9」個，名字為意大利文，意思解作「龍頭」，琴頭為龍的頭部，琴頸的花紋和琴身的設計較獨特，音色的震撼力驚人，可以讓聽眾有一種靈魂被抽走的感覺。
紫雲龍
由九頭龍匠所設計的陶器，共有「9」個，正面有兩條互相圍繞的紫色龍，而其紫色部分則為九頭龍匠特別調制。同時九頭龍匠以自己以及其當時的暗戀對象的臉部側面來制作「紫雲龍」的側面輪廓。
花鳥風月
由九頭龍匠所繪畫的幽靈畫，共分為「花幽靈」、「鳥幽靈」、「風幽靈」和「月幽靈」4幅畫作：- 「花幽靈」：畫作中的花朵採用於7月盛開的桔梗、山百合和萼紫陽花。
- 「鳥幽靈」：畫作表示「鳥幽靈」於無助下透過鳳凰協助升天。
- 「風幽靈」：畫作表示「風幽靈」於風起下起舞。
- 「月幽靈」：畫作擁有一種引領別人進入夢幻世界的感覺。
九頭龍匠於完成4幅幽靈畫作後並沒有為其取名，但留下「我想畫出懷念四季轉折之自然之美的死者模樣」這句話後離去，這4幅幽靈畫作中除了「鳥幽靈」畫像為暗闇寺的天井畫外，其餘的皆為掛軸畫，並長存於霧雨家中，但後來當時霧雨家主人將暗闇寺的透光部分封閉，讓暗闇寺變得漆黑一片，並漸漸淡忘於暗闇寺內的「鳥幽靈」畫像；而「風幽靈」畫像因畫中的花瓣被誤認為雪花，而被稱為「雪幽靈」，結果「雪幽靈」畫像聯同其餘2幅掛軸畫一同被稱為「雪月花」。
棲龍館
由九頭龍匠親自設計的九棟建築，其中一棟因緣際會成為團偵探社的發跡地，後來成為偵探學園的校舍。九座建築分別以龍生九子命名，也是團偵探社（團偵探學園）與冥王星的最終對決之地。
- 一之館（贔屓）：
- 二之館（螭吻）：
- 三之館（蒲牢）：
- 四之館（狴犴）：
- 五之館（饕餮）：
- 六之館（蚣蝮）：
- 七之館（睚眥）：
- 八之館（狻猊）：
- 九之館（椒圖）：

## 出版書籍
單行本全22卷（中國大陸僅發行前10卷）。於2007年9月6日發行的《偵探學園Q PREMIUM》單行本全1卷（全8話）。故事從單行本最終卷的4年後開始。
| 冊數    | 講談社         | 講談社                 | 東立出版社     | 東立出版社             | 接力出版社 | 接力出版社             |
| 冊數    | 發售日期       | ISBN                   | 發售日期       | ISBN                   | 發售日期   | ISBN                   |
| ------- | -------------- | ---------------------- | -------------- | ---------------------- | ---------- | ---------------------- |
| 1       | 2001年9月17日  | ISBN 4-06-313024-X     | 2002年2月20日  | ISBN 986-11-0094-6     | 2004年5月  | ISBN 978-7-80679-465-4 |
| 2       | 2001年10月17日 | ISBN 4-06-313033-9     | 2002年2月20日  | ISBN 986-11-0095-4     | 2004年5月  | ISBN 978-7-80679-466-1 |
| 3       | 2001年12月17日 | ISBN 4-06-313056-8     | 2002年3月4日   | ISBN 986-11-0224-8     | 2004年5月  | ISBN 978-7-80679-467-8 |
| 4       | 2002年3月15日  | ISBN 4-06-313088-6     | 2002年5月19日  | ISBN 986-11-0370-8     | 2004年5月  | ISBN 978-7-80679-468-5 |
| 5       | 2002年5月17日  | ISBN 4-06-363109-5     | 2002年8月15日  | ISBN 986-11-0714-2     | 2004年5月  | ISBN 978-7-80679-469-2 |
| 6       | 2002年8月16日  | ISBN 4-06-363138-9     | 2003年1月11日  | ISBN 986-11-0816-5     | 2004年5月  | ISBN 978-7-80679-470-8 |
| 7       | 2002年10月17日 | ISBN 4-06-363155-9     | 2003年2月3日   | ISBN 986-11-1494-7     | 2004年8月  | ISBN 978-7-80679-546-0 |
| 8       | 2003年1月17日  | ISBN 4-06-363196-6     | 2003年3月22日  | ISBN 986-11-1597-8     | 2004年8月  | ISBN 978-7-80679-547-7 |
| 9       | 2003年3月17日  | ISBN 4-06-363217-2     | 2003年6月7日   | ISBN 986-11-1926-4     | 2004年8月  | ISBN 978-7-80679-548-4 |
| 10      | 2003年4月17日  | ISBN 4-06-363328-4     | 2003年7月2日   | ISBN 986-11-2126-9     | 2004年8月  | ISBN 978-7-80679-549-1 |
| 11      | 2003年6月17日  | ISBN 4-06-363254-7     | 2003年9月12日  | ISBN 986-11-2354-7     | 中止出版   | 中止出版               |
| 12      | 2003年9月17日  | ISBN 4-06-363293-8     | 2004年1月2日   | ISBN 986-11-2623-6     | 中止出版   | 中止出版               |
| 13      | 2003年11月17日 | ISBN 4-06-363314-4     | 2004年2月17日  | ISBN 986-11-3229-5     | 中止出版   | 中止出版               |
| 14      | 2004年1月16日  | ISBN 4-06-363327-6     | 2004年6月4日   | ISBN 986-11-4151-0     | 中止出版   | 中止出版               |
| 15      | 2004年3月17日  | ISBN 4-06-363354-3     | 2004年6月4日   | ISBN 986-11-4254-1     | 中止出版   | 中止出版               |
| 16      | 2004年6月17日  | ISBN 4-06-363390-X     | 2004年8月5日   | ISBN 986-11-4475-7     | 中止出版   | 中止出版               |
| 17      | 2004年9月17日  | ISBN 4-06-363425-6     | 2004年10月28日 | ISBN 986-11-5098-6     | 中止出版   | 中止出版               |
| 18      | 2004年12月17日 | ISBN 4-06-363462-0     | 2005年2月6日   | ISBN 986-11-5565-1     | 中止出版   | 中止出版               |
| 19      | 2005年3月17日  | ISBN 4-06-363503-1     | 2005年4月29日  | ISBN 986-11-6599-1     | 中止出版   | 中止出版               |
| 20      | 2005年5月17日  | ISBN 4-06-363527-9     | 2005年6月22日  | ISBN 986-11-6600-9     | 中止出版   | 中止出版               |
| 21      | 2005年7月15日  | ISBN 4-06-363553-8     | 2005年8月18日  | ISBN 986-11-6601-7     | 中止出版   | 中止出版               |
| 22      | 2005年10月17日 | ISBN 4-06-363585-6     | 2005年11月24日 | ISBN 986-11-7283-1     | 中止出版   | 中止出版               |
| PREMIUM | 2007年9月6日   | ISBN 978-4-06-363880-6 | 2008年7月30日  | ISBN 978-986-10-2348-9 | 中止出版   | 中止出版               |

| 冊數 | 講談社         | 講談社                 | 講談社 |
| 冊數 | 發售日期       | ISBN                   |        |
| ---- | -------------- | ---------------------- | ------ |
| 1    | 2007年7月12日  | ISBN 978-4-06-370477-8 |        |
| 2    | 2007年8月10日  | ISBN 978-4-06-370482-2 |        |
| 3    | 2007年9月12日  | ISBN 978-4-06-370492-1 |        |
| 4    | 2007年10月12日 | ISBN 978-4-06-370498-3 |        |
| 5    | 2007年11月9日  | ISBN 978-4-06-370505-8 |        |
| 6    | 2007年12月12日 | ISBN 978-4-06-370512-6 |        |
| 7    | 2008年1月11日  | ISBN 978-4-06-370518-8 |        |
| 8    | 2008年2月8日   | ISBN 978-4-06-370522-5 |        |
| 9    | 2008年3月12日  | ISBN 978-4-06-370526-3 |        |
| 10   | 2008年4月11日  | ISBN 978-4-06-370530-0 |        |
| 11   | 2008年5月9日   | ISBN 978-4-06-370543-0 |        |
| 12   | 2008年6月12日  | ISBN 978-4-06-370551-5 |        |

### 相關書籍
- 《偵探學園Q 推理筆記》（探偵学園Q-ミステリー・ノート）

講談社：2003年9月13日、ISBN 978-4-06-334768-5
東立出版社：2009年6月26日、ISBN 978-986-10-3812-4
- 《偵探學園Q DDS推理題庫》（探偵学園Ｑ DDSミステリー・クイズ・ブック）

講談社：2004年6月17日、ISBN 978-4-06-334880-4
東立出版社：2009年6月19日、ISBN 978-986-10-3811-7
- 《偵探學園Q 最後的推理》（探偵学園Q-ザ・ラスト・ミステリー）

講談社：2005年10月17日、ISBN 978-4-06-372083-9

## 電視動畫

### 製作團隊
- 原作 - 天樹征丸 × 佐藤文也
- 企劃 - 工富保、坂本香
- trick監督 - 廣真紀、高橋奈津子、渡邊大輔
- 系列構成 - 林誠人
- 人物設計 - 大西雅也
- 副人物設計 - 宇佐美皓一
- 道具設計 - 髙木弘樹
- 美術監督 - 高木佐和子
- 色彩設計 - 上谷秀夫
- 攝影監督 - 福島敏行
- 音樂 - 池田大介
- 製作人 - 丹羽多聞アンドリウ、源生哲雄、萩野賢
- 協助製作人 - 神宮司剛史、福良啓
- 動畫製作 - Studio Pierrot
- 監督 - 阿部記之
- 製作 - TBS電視台、Studio Pierrot

### 主題曲

#### 片頭曲
迷Q!?-迷宮-MAKE★YOU-（第1話 - 第21話）
作詞 - AZUKI七 / 作曲 - 大野愛果 / 編曲 - 尾城九龍 / 歌 - 岸本早未（Label - GIZA studio）
Luvly,Merry-Go-Round（第22話 - 第34話）
作詞 - シライシ紗トリ・UCO / 作曲、編曲 - シライシ紗トリ / 歌 - ピポ☆エンジェルズ（Label - Sony Music Records）
100%ピュア（第35話 - 最終話）
作詞 - mavie / 作曲 - k.h.i / 編曲 - 秋元直也 / 歌 - ピポ☆エンジェルズ（Label - Sony Music Records）

#### 片尾曲
恋ごころ（第1話 - 第11話）
歌・作詞 - 菅崎茜 / 作曲 - 大野愛果 / 編曲 - 小林哲（Label - GIZA studio）
虹色にひかる海（第12話 - 第21話）
歌・作詞 - 北原愛子 / 作曲 - 春畑道哉 / 編曲 - 德永曉人（Label - GIZA studio）
みえないストーリー（第22話 - 第34話）
作詞 - AZUKI 七 / 作曲 - 大野愛果 / 編曲 - 小林哲 / 歌 - 岸本早未（Label - GIZA studio）
風に向かい歩くように（第35話 - 最終話）
作詞 - AZUKI 七 / 作曲 - 大野愛果 / 編曲 - 小林哲 / 歌 - 岸本早未（Label - GIZA studio）

### 各話列表
| 話數 | 播放日期       | 標題 （日語）（中文）          | 腳本       | 分鏡                | 演出       | 作畫監督     |
| ---- | -------------- | ------------------------------ | ---------- | ------------------- | ---------- | ------------ |
| 1    | 2003年 4月15日 | 目標！世界第一的名偵探！！     | 林誠人     | 阿部記之            | 阿部記之   | 深澤學       |
| 2    | 4月22日        | 夢想的第一步、入學考試的陷阱   | 林誠人     | 東海林真一          | 谷田部勝義 | 高乗陽子     |
| 3    | 4月29日        | 最後試驗！遍布周圍的陷阱       | 林誠人     | 榎本明廣            | 榎本明廣   | 中森良治     |
| 4    | 5月6日         | 入學典禮的殺意！校園爆炸預告   | 高橋奈津子 | 高橋資祐            | 小柴純彌   | 高橋資祐     |
| 5    | 5月13日        | 暗號解讀！？死者的訊息         | 廣真紀     | 阿部記之            | 室谷靖     | 桜井木の実   |
| 6    | 5月20日        | 1,000個證人的完美不在場證明    | 廣真紀     | 白川巨椋            | 伊達將利   | 石野聰       |
| 7    | 5月27日        | 拼圖遺書                       | 高橋奈津子 | 佐藤真二            | 伊藤真朱   | 窪詔之       |
| 8    | 6月3日         | 那個美少年偵探！終於現身！！   | 大和屋曉   | 谷田部勝義          | 谷田部勝義 | 高乗陽子     |
| 9    | 6月10日        | 對決！穿越時間的殺人魔！！     | 大和屋曉   | 小柴純彌            | 小柴純彌   | 三好和也     |
| 10   | 6月17日        | 天才美少年、完美密室的暴露     | 岩村匡子   | 室谷靖              | 室谷靖     | 松本朋之     |
| 11   | 6月24日        | 最後決戰！Q班的真相！！        | 岩村匡子   | 榎本明廣            | 中森良治   | 工藤ヒデアキ |
| 12   | 7月1日         | 詛咒發生！？降靈術殺人事件     | 渡邊大輔   | 深澤學              | 伊達将利   | 深澤學       |
| 13   | 7月8日         | 密室的惡靈！無法停止殺人       | 渡邊大輔   | 谷田部勝義 阿部記之 | 平田豊     | 高乗陽子     |
| 14   | 7月15日        | 靈界的告知！禁斷的真相！！     | 廣真紀     | 木宮茂              | 橋本敏一   | 松本朋之     |
| 15   | 7月22日        | 水深30公尺、海底密室殺人事件   | 大和屋暁   | 小柴純彌            | 熨斗谷充孝 | 鈴木伸一     |
| 16   | 7月29日        | 班級對決！人類消失之戰         | 林誠人     | 高橋資祐            | 小柴純彌   | 高橋資祐     |
| 17   | 8月5日         | 秘境的死亡！神隱村的傳說       | 林誠人     | 伊藤真朱            | 伊藤真朱   | 石野聡       |
| 18   | 8月12日        | 決定性的瞬間！半空中消失的屍體 | 林誠人     | 榎本明廣            | 榎本明廣   | 中森良治     |
| 19   | 8月26日        | 死亡宣告！下一個就是你！！     | 林誠人     | 高田昌宏            | 平田豊     | 高乗陽子     |
| 20   | 9月2日         | 察覺！蒙面教宗的罪惡與謊言！！ | 林誠人     | 室谷靖              | 室谷靖     | 松本朋之     |
| 21   | 9月9日         | 最後的神隱！答案只有一個       | 林誠人     | 前島健一            | 前島健一   | 茅野京子     |
| 22   | 10月4日        | 死者的晚餐                     | 福田裕子   | 秋山勝仁            | 畠山茂樹   | 三好和也     |
| 23   | 10月11日       | 不在埸證明的列車               | 高橋奈津子 | 伊藤真朱            | 伊藤真朱   | 深澤學       |
| 24   | 10月18日       | 被詛咒的偶像                   | 大和屋暁   | 阿部記之            | 阿部記之   | 宇佐美皓一   |
| 25   | 10月25日       | 宿敵！冥王星                   | 大和屋暁   | 阿部記之            | 葛谷直行   | 松本朋之     |
| 26   | 11月1日        | 被狙擊的惠                     | 廣真紀     | 東海林真一          | 青木新一郎 | 中森良治     |
| 27   | 11月8日        | 消失的龍                       | 渡邊大輔   | 高橋資祐            | 小柴純彌   | 高橋資祐     |
| 28   | 11月15日       | 地下牢房的SOS                  | 渡邊大輔   | 前島健一            | 高橋滋春   | 菅井喜浩     |
| 29   | 11月22日       | 殺人收藏家                     | 岩村匡子   | 榎本明廣            | 榎本明廣   | 河村明夫     |
| 30   | 11月29日       | 死亡的校內廣播                 | 岩村匡子   | 小柴純彌            | 室谷靖     | 松本朋之     |
| 31   | 12月6日        | 網絡的悲劇                     | 岩村匡子   | 小柴純彌            | 小柴純彌   | 三好和也     |
| 32   | 12月13日       | 美少女偵探團                   | 高橋奈津子 | 新留俊哉            | 畠山茂樹   | 猫野那智子   |
| 33   | 12月20日       | 家政教室之謎                   | 廣真紀     | 深澤學              | 清水明     | 菅野智之     |
| 34   | 12月27日       | 消失的詛咒                     | 廣真紀     | 深澤學              | 阿部記之   | 深澤學       |
| 35   | 2004年 1月10日 | 恐怖的寶石炸彈                 | 林誠人     | 室谷靖              | 山内富夫   | 松本朋之     |
| 36   | 1月17日        | 幻奏館殺人事件                 | 渡邊大輔   | 小柴純彌            | 小柴純彌   | 中森良治     |
| 37   | 1月24日        | 死神的旋律                     | 渡邊大輔   | 榎本明廣            | 榎本明廣   | 宇佐美皓一   |
| 38   | 1月31日        | 殺人協奏曲                     | 高橋奈津子 | 島津聡行            | 畠山茂樹   | 猫野那智子   |
| 39   | 2月7日         | 友情的決死行                   | 高橋奈津子 | 高橋資祐            | 小柴純彌   | 高橋資祐     |
| 40   | 2月14日        | 對決！無頭女                   | 渡邊大輔   | 室谷靖              | 室谷靖     | 松本朋之     |
| 41   | 2月21日        | 魔矢姬殺人事件                 | 大久保昌弘 | 小柴純彌            | 小柴純彌   | 中森良治     |
| 42   | 2月28日        | 叛徒的故鄉                     | 大久保昌弘 | 新留俊哉            | 清水明     | 菅野智之     |
| 43   | 3月6日         | 流的決意                       | 廣真紀     | 榎本明廣            | 榎本明廣   | 深澤學       |
| 44   | 3月13日        | 團守彥，綁架！                 | 林誠人     | 新留俊哉            | 畠山茂樹   | 猫野那智子   |
| 45   | 3月20日        | 未來的名偵探                   | 林誠人     | 阿部記之            | 小柴純彌   | 宇佐美皓一   |

| TBS電視台 週二18時55分（前半）                        | TBS電視台 週二18時55分（前半）                                     | TBS電視台 週二18時55分（前半）                                                                       |
| ----------------------------------------------------- | ------------------------------------------------------------------ | --- |
|                                                       | 偵探學園Q（第1 - 21話） （2003年4月15日 - 2003年9月9日）           | |
| 生還者 （第1 - 4季） （2002年4月9日 - 2003年3月11日） | （2003年9月16日 - ）- 自2003年10月起擴展至此時段（檔次擴至一小時） | |
| TBS電視台 週六17時（後半）                            |                                                                    | |
| 閃靈二人組 （2002年10月5日 - 2003年9月20日）          | 偵探學園Q（第22 - 45話） （2003年10月4日 - 2004年3月20日）         | CHANNEL☆LOCK! （2004年3月27日 - 2004年5月1日、2004年6月19日 - ）- 自2004年4月1日起調前半小時到此時段 |

## 電視劇

### 單元劇
2006年，日本電視台決定製作單發電視劇版，並於同年7月1日與其屬下的地方電視台同時播放（福井放送及四國放送除外）。故事内容以「開膛島的惨劇」為基礎。
在劇集播出後，出現了不少希望電視台製作連續劇版的聲音。
此劇收視率有15.4%。

#### 演員
- Q：神木隆之介
- 美南　惠（メグ）：志田未來
- 天草　流（リュウ）：山田涼介（時為Johnny's Jr.（ジャニーズ Jr.）成員[5]）
- 鳴澤數馬（カズマ）：松川尚瑠輝
- 遠山金太郎（キンタ）：要潤
- 三郎丸　豐：中尾明慶
- 團　守彥：陣內孝則
- 片桐紫乃：鈴木砂羽
- 真木慎太郎：東根作壽英
- Q的中學班主任：佐藤弘道

#### 製作人員
- 編劇：樫田正剛
- 音樂：吉川慶
- 音樂監製：志田博英
- Title Background 演出/美術指導：丹下紘希（Yellow Brain ）
- 監製：桑原丈彌（日本電視台）、秋元孝之（AVEC ）
- 導演：中島悟（AVEC）
- 製作監製：AVEC
- 製作著作：日本電視台

### 連續劇
連續劇版從2007年7月3日到9月11日，逢星期二晚上10:00至10:54在日本電視台系列電視台播映（全劇合共有11集，首集延長播映時間至晚上11:14）。由神木隆之介主演。劇集中有部份事件雖然為原創故事，案中犯人犯案時所用的計謀，都是源自原作的。
因尊尼事務所的版權的關係，在電視劇的官方網站和地面數碼廣播的數據廣播中，山田涼介的照片被以一幅繪有蝴蝶的圖畫來代替。
本劇亦從2008年5月17日開始於無綫電視劇集台中播映。
台灣JET日本台自2008年7月25日起，每逢星期一至五晚上10時播放此劇。

#### 演員
主要演員
- Q：神木隆之介
- 美南惠：志田未來
- 天草流：山田涼介（時為Johnny's Jr.成員[5]）
- 鳴澤數馬：若葉克實（日语：若葉克実）
- 遠山金太郎：要潤
- 團守彥：陣內孝則
- 七海光太郎：山本太郎
- 賽柏拉斯（ケルベロス）：鈴木一真（日语：鈴木一真）
- ：奧貫薰
- 貓田刑事：星野源
- 諸星警部：齊木茂
- 植村遙：秋田真琴（日语：秋田真琴）

第1集
- 米山良子：森口瑤子
- 手塚章：柄本時生
- 芳村玲子：廣田朋菜
- 岡田律子：垣内彩未
- 西村靜香：岩井七世
- 佐佐木圓：飯田穗
- 大森恭子：伊藤未希
- 西村靜香的父親：田中要次
- 佐佐木圓的母親：佐野珠美
- 金髪女子：屋敷纊子
- 飛鏢吧的指路人：喜屋武千秋

第2集
- 竹山裕紀：吉武怜朗
- 鈴木彩香：柳田衣里佳
- 牧野大介：本鄉奏多
- 五十嵐匠：神保悟志
- 森田：隈部洋平
- 領舞：青柳壘斗
- 跳舞少女：池田愛

第3集
- 水野瑤子：市川由衣
- 落合巡警：伊崎充則
- 渡邊店長：深水元基
- 田村由季：永田杏奈
- 蕎麥麵店的高田：光宣
- 流浪者：伊藤昌一
- 拉麵店店主：瀨戶將哉
- 便利店店員A：大森拓郎
- 便利店店員B：金原泰成
- 欺負流浪者的年輕人：小野建人
- 塗鴉的男子：白井達也
- 佐伯社長：赤屋板明

第4、5集
- 小椋繪美菜：高梨臨
- 村崎美里：西村理沙
- 富永雅士：落合扶樹（日语：落合モトキ）
- 朝吹麻耶：鈴木霞
- 遠矢邦子：田島有魅香（日语：田島ゆみか）
- 佐久間響：若葉龍也
- 龜田純也：小野賢章
- 警衛：田口主將
- 女學生A：松本夏空
- 劇中電影的少女：市川葵
- 劇中電影的犯人：伊勢田隆弘

第6集
- 福永右近：山崎裕太
- 福永左門：佐戶井賢太（日语：佐戸井けん太）
- 福永朋江：西山繭子
- 福永葉月：山口美也子

第7集
- 遠山金三郎：山下真司
- 田口涼子：周防玲子（日语：すほうれいこ）
- 美作龍介：波岡一喜
- 岡島彌生：上村愛香
- 西澤真希：木南晴夏
- 八代導演：山崎勝之
- Catherine（キャスリン）（劇團團員B）：
- 貴族（劇團團員A）：樫村勳
- 警察官：
- 遠山的下屬1：木川淳一
- 遠山的下屬2：大西武志

第8集
- 淺野拓郎：鈴木浩介
- 憐香：高橋真唯
- 瀨戶內鶇：嘉陽愛子
- 帆華：秋山奈奈
- 淺野的朋友1：本田誠人
- 淺野的朋友2：

第9集
- 連城曉：細川茂樹
- 田中看守：長谷川朝晴
- 女醫生：長野里美
- 中村看守：前田豐（日语：まいど豊）
- 刑務官：渡邊穰
- 年幼時期的Q：中村咲哉

第10集、大結局
- 紅城響介：田中實
- 奈奈村美姬：松尾玲子（日语：松尾れい子）
- 雨洞拓摩：小須田康人
- 紅城椿：山下裕子
- 神屋桔梗：邑野未亞（日语：邑野みあ）
- 年幼時期的流：櫻井遼太郎
- 哈迪斯王：若松武史（日语：若松武史）（只在大結局登場）

#### 製作人員
- 編劇：大石哲也、渡邊雄介（第6、8集）
- 音樂：吉川慶
- 監製：桑原丈彌（日本電視台）、秋元孝之（AVEC）
- 導演：大塚恭司、位部將人（AVEC）（第2、10集）、豬股隆一（第6、9集）、石尾純（第3、8集）
- 技術協助：NiTRo
- 製作協助：AVEC
- 製作著作：日本電視台廣播網

#### 主題曲
- 片頭曲：『Answer』 - FLOW
- 片尾曲：『Stand by me』 - 綠樂團

#### 劇集列表
| 集數       | 播放日期   | 副題       | 副題                                         | 收視率 |
| ---------- | ---------- | ---------- | -------------------------------------------- | ------ |
| 1          | 2007/07/03 |            | 實戰開始！戰慄之死的預言！！追尋屍體消失之謎 | 12.4%  |
| 2          | 2007/07/10 |            | 神的電郵？記憶消失之謎！！                   | 10.9%  |
| 3          | 2007/07/17 |            | 魔鬼之手逼近小小的戀愛！                     | 12.1%  |
| 4          | 2007/07/24 |            | 把小惠從網絡的恐怖中拯救出來                 | 10.3%  |
| 5          | 2007/07/31 |            | 網絡之戀！交錯的悲劇                         | 11.9%  |
| 6          | 2007/08/07 |            | 友情決裂？被揭露的秘密！！                   | 9.6%   |
| 7          | 2007/08/14 |            | 與父親的戰鬥！我拯救朋友                     | 10.3%  |
| 8          | 2007/08/21 |            | 不讓你說再見！                               | 10.4%  |
| 9          | 2007/08/28 |            | 父親及朋友曾教授過的東西                     | 12.2%  |
| 10         | 2007/09/04 |            | 最終決戰！戰幕拉起                           | 10.6%  |
| 11         | 2007/09/11 |            | 包含在最後的約定裏的想法！                   | 11.7%  |
| 平均收視率 | 平均收視率 | 平均收視率 | 平均收視率                                   | 11.1%  |

| 日本電視台 週二電視劇                                  | 日本電視台 週二電視劇                             | 日本電視台 週二電視劇 |
| ------------------------------------------------------ | ------------------------------------------------- | --------------------- |
|                                                        | 偵探學園Q 連續劇 （2007年7月3日 - 2007年9月11日） |                       |
| Sexy Voice and Robot （2007年4月10日 - 2007年6月19日） | 有閑俱樂部 （2007年10月16日 - 2007年12月18日）    |                       |

## 電子遊戲
- Game Boy Advance
  - 偵探學園Q 名偵探是你！ （Konami、2003年9月18日發售）
- PlayStation 2
  - 偵探學園Q 奇翁館的殺機（Konami、2004年7月8日發售）

## 與原作相異處

### 動畫
- 團守彥知道Q與連城曉為父子關係
- 在原作中一位死去的受害者，在動畫中則得以生存（在原作中的被殺原因為被刺殺，在動畫中則為被鈍器毆打至重傷）
- 冥王星的人員組成（大幅修改，阿比努斯取代於原作的賽柏拉斯和卡龍）
- Q、惠、金太的相遇，與3人於應考DDS入學試時的過程
團守彥假裝登山客時，跟Q隨行的是惠
- 數馬在動畫中所用的敬語，並且這裡那裡的混在一起使用
- 數馬小學學校的箭毒事件，Q班全體一起幫忙調查
- 三郎丸尋常地進入了A班
- 在原作中冥王星有份參與的「降靈術殺人事件」，在動畫中變成一件普通的事件。另外也有情形剛好相反的事件（兇手還多殺了自己的阿姨。）
- 「哈迪斯王」於動畫中的戲份接近零
- 在漫畫結局中，團守彥與哈迪斯皆死去（前者為病死，後者為於事件中燒死）
- 原作有描述「團守彥」和「哈迪斯王（黑王星彥）」的童年往事
- 原作中，最後指出「哈迪斯王」並不是天草流的真正爺爺
- 原作中，滲入DDS的間諜為真本慎太郎，非片桐紫乃
- 描述天草流過去的情節於動畫大幅減少

### 電視單元劇
- Q、惠、流的年齡為13歲（在原作和動畫中為15歲）
- 數馬的年齡估計也為13歲（在原作和動畫中為11歲）
- 金太是大學生（在原作和動畫中為高中生），並且經常穿着浴袍。另外，詞尾也變成「～ござる」（「有～」）
- Q的第一人稱為「僕」（在原作和動畫中為「俺」），而流的就剛好相反。另外，數馬的第一人稱也變成「俺」
- 在原作和動畫中，三郎丸（於「開膛島的慘劇」中）是被人從中間斬開成左右兩半的，在電視劇中則為被燒死（但在原作中也有這樣情節）。另外，在電視劇中並沒有出現被殺的A班學生，只有三郎丸出現
- 團守彥能正常步行
- 流的性格比原作的開朗
- 開膛島有人居住（例如一位開雜貨店的老婆婆）
- 在原作中與九頭龍匠有關的内容成為電視劇的其中一部分情節（Q和惠在打開一道畫有九條龍的機關門並進入門後的房間後，被人從外面鎖上門而被困在房間內。然而在電視劇中，變成是惠先主動進去房間探索。這與動畫中的描述恰恰相反）。其後惠腳部的傷口變成是被鐵釘刮傷，而非原作和動畫中的被毒蛇咬傷
- DDS筆記本的名字（「DDS手帳」）變成「DDS Note」（「Dan Detective Note」）
- 三郎丸的性格友好，並由最初與其他人發生衝突到最後變成與其他人成為好朋友（原作則為從開始到結束一直受人嫌惡）
- DDS最後只開設Q班一班。三郎丸則成為後備學員

### 電視連續劇
- Q班當作課室使用的場所並不是栖龍館，而是市區的建築
- 小惠多出了在秋葉原的咖啡館打工的女僕屬性
- Q班成員的感情比原作疏離，彼此競爭的意識更強
- 冥王星有參與「收藏家殺人事件」
- 福永葉月的兩個女兒未登場
- 流的父親確實已經死亡
- 金太的父親曾包庇一位警界高官之子，兩人因而水火不容
- 金太的青梅竹馬並不是住在鄉下的裝傻天才和武道少女二人組，而是宅女情報家

## 外部連結
- （日語）官方网站
  - （日語）
- （日語）TBS電視台版官方網站 （页面存档备份，存于）
- （中文）Animax香港對本作品的簡介
- （日語）日本電視台電視劇版官方網站：
  - 單發劇** （页面存档备份，存于） 宣傳片段 （页面存档备份，存于）
- （日語）電視劇版外景拍攝場地一覽表（部分連照片）及衛星圖：
  - 單發劇：一覽表 （页面存档备份，存于） 衛星圖
  - 連續劇：一覽表 （页面存档备份，存于） 衛星圖
- （日語）講談社的「偵探學園Q 電視劇化記念網頁」
- （中文）TVB網頁 （页面存档备份，存于）